# Edward Colmans
Edward Colmans (Londra, 31 agosto 1908 – Los Angeles, 25 maggio 1977) è stato un attore britannico.
Ha recitato in oltre 40 film dal 1949 al 1968 ed è apparso in oltre cento produzioni televisive dal 1951 al 1974. È stato accreditato anche con i nomi Edward Coleman, Edward Colemans, Ed Colman e Ed Colmans.

## Biografia
Edward Colmans nacque a Londra il 31 agosto 1908.
Recitò nel 1951, non accreditato, nel film Damasco '25 nel ruolo del colonnello Corville (precedentemente aveva solo prestato la voce in Musica per i tuoi sogni) e in televisione nell'episodio A Ticket to Mexico della serie televisiva The Adventures of Kit Carson, andato in onda il 24 novembre 1951, nel ruolo di Navarro. Dopo questi esordi, collezionò una lunga serie di apparizioni in episodi di serie televisive come guest star o come personaggio secondario. Recitò in particolare in film e serie televisive del genere western come personaggio di supporto.
La sua ultima apparizione sul piccolo schermo avvenne nell'episodio Negative Reaction della serie televisiva Colombo, andato in onda il 15 ottobre 1974 mentre per il grande schermo l'ultima interpretazione risale al film Uomini d'amianto contro l'inferno del 1968 in cui interpreta Caldez.
Morì a Los Angeles, in California, il 25 maggio 1977 e fu seppellito al Los Angeles National Cemetery.

## Filmografia

### Cinema
- Musica per i tuoi sogni (My Dream Is Yours), regia di Michael Curtiz (1949)
- Damasco '25 (Sirocco), regia di Curtis Bernhardt (1951)
- Il falco di Bagdad (The Magic Carpet), regia di Lew Landers (1951)
- Viva Zapata!, regia di Elia Kazan (1952)
- Eroi di mille leggende (Thief of Damascus), regia di Will Jason (1952)
- La conquista della California (California Conquest), regia di Lew Landers (1952)
- Le nevi del Kilimangiaro (The Snows of Kilimanjaro), regia di Henry King (1952)
- L'amante di ferro (The Iron Mistress), regia di Gordon Douglas (1952)
- La meticcia di Sacramento (The Man Behind the Gun), regia di Felix E. Feist (1953)
- Navi senza ritorno (Prince of Pirates), regia di Sidney Salkow (1953)
- La guerra dei mondi (The War of the Worlds), regia di Byron Haskin (1953)
- Amanti latini (Latin Lovers), regia di Mervyn LeRoy (1953)
- Tempeste di fuoco (Mission Over Korea), regia di Fred F. Sears (1953)
- Mexican Manhunt, regia di Rex Bailey (1953)
- La vendetta di Kociss (Conquest of Cochise), regia di William Castle (1953)
- La grande carovana (Jubilee Trail), regia di Joseph Kane (1954)
- Il mostro della via Morgue (Phantom of the Rue Morgue), regia di Roy Del Ruth (1954)
- Il segreto degli Incas (Secret of the Incas), regia di Jerry Hopper (1954)
- Oltre il destino (Interrupted Melody), regia di Curtis Bernhardt (1955)
- Satank, la freccia che uccide (Santa Fe Passage), regia di William Witney (1955)
- Gli amanti dei cinque mari (The Sea Chase), regia di John Farrow (1955)
- Alamo (The Last Command), regia di Frank Lloyd (1955)
- L'amore è una cosa meravigliosa (Love Is a Many-Splendored Thing), regia di Henry King (1955)
- Flash! cronaca nera (Headline Hunters), regia di William Witney (1955)
- Il cavaliere senza volto (The Lone Ranger), regia di Stuart Heisler (1956)
- Santiago, regia di Gordon Douglas (1956)
- Istanbul, regia di Joseph Pevney (1957)
- Sceriffo federale (The Badge of Marshal Brennan), regia di Albert C. Gannaway (1957)
- Hell on Devil's Island, regia di Christian Nyby (1957)
- Lungo il fiume rosso (Raiders of Old California), regia di Albert C. Gannaway (1957)
- Commandos (Darby's Rangers), regia di William A. Wellman (1958)
- Agguato ai Caraibi (The Gun Runners), regia di Don Siegel (1958)
- L'uomo senza corpo (Curse of the Undead), regia di Edward Dein (1959)
- Vento di tempesta (The Miracle), regia di Irving Rapper (1959)
- La terza voce (The 3rd Voice), regia di Hubert Cornfield (1960)
- I quattro cavalieri dell'Apocalisse (The Four Horsemen of the Apocalypse), regia di Vincente Minnelli (1962)
- Due settimane in un'altra città (Two Weeks in Another Town), regia di Vincente Minnelli (1962)
- Diario segreto di un pazzo (Diary of a Madman), regia di Reginald Le Borg (1963)
- L'idolo di Acapulco (Fun in Acapulco), regia di Richard Thorpe (1963)
- I guai di papà (A Global Affair), regia di Jack Arnold (1964)
- Uomini d'amianto contro l'inferno (Hellfighters), regia di Andrew V. McLaglen (1968)

### Televisione
- Missione pericolosa (Dangerous Assignment) – serie TV, 2 episodi (1952)
- Gang Busters – serie TV, un episodio (1952)
- Cowboy G-Men – serie TV, episodio 1x07 (1952)
- Cisco Kid (The Cisco Kid) – serie TV, 2 episodi (1952)
- Le avventure di Rex Rider (The Range Rider) – serie TV, un episodio (1953)
- Fireside Theatre – serie TV, 2 episodi (1952-1953)
- Schlitz Playhouse of Stars – serie TV, un episodio (1953)
- Hopalong Cassidy – serie TV, 2 episodi (1952-1954)
- Stories of the Century – serie TV, un episodio (1954)
- The Adventures of Kit Carson – serie TV, 7 episodi (1951-1954)
- The Whistler – serie TV, episodio 1x07 (1954)
- Il cavaliere solitario (The Lone Ranger) – serie TV, un episodio (1955)
- Treasury Men in Action – serie TV, un episodio (1955)
- Topper – serie TV, episodio 2x28 (1955)
- The Star and the Story – serie TV, episodi 1x13-1x18 (1955)
- The Pepsi-Cola Playhouse – serie TV, un episodio (1955)
- Le avventure di Jet Jackson (Captain Midnight) – serie TV, episodio 2x02 (1955)
- TV Reader's Digest – serie TV, episodi 1x23-2x06 (1955)
- General Electric Theater – serie TV, 2 episodi (1953-1956)
- Tales of the Texas Rangers – serie TV, un episodio (1956)
- Le avventure di Rin Tin Tin (The Adventures of Rin Tin Tin) – serie TV, un episodio (1956)
- Crusader – serie TV, episodio 1x31 (1956)
- The Adventures of Dr. Fu Manchu – serie TV, 2 episodi (1956)
- You Are There – serie TV, 2 episodi (1955-1956)
- Cavalcade of America – serie TV, 2 episodi (1954-1956)
- Conflict – serie TV, episodio 1x08 (1956)
- The Millionaire – serie TV, un episodio (1957)
- The Adventures of Jim Bowie – serie TV, 2 episodi (1957)
- Soldiers of Fortune – serie TV, 3 episodi (1955-1957)
- Avventure in elicottero (Whirlybirds) – serie TV, un episodio (1957)
- I racconti del West (Zane Grey Theater) – serie TV, un episodio (1957)
- Navy Log – serie TV, episodio 3x11 (1957)
- Boots and Saddles – serie TV, un episodio (1957)
- Suspicion – serie TV, un episodio (1957)
- Tales of Wells Fargo – serie TV, un episodio (1957)
- The Gale Storm Show: Oh, Susanna! – serie TV, un episodio (1958)
- The Lineup – serie TV, un episodio (1958)
- The Walter Winchell File – serie TV, un episodio (1958)
- Target – serie TV, episodio 1x25 (1958)
- Frances Farmer Presents – serie TV, un episodio (1958)
- Colgate Theatre – serie TV, un episodio (1958)
- Disneyland – serie TV, 2 episodi (1959)
- Zorro – serie TV, 2 episodi (1958-1959)
- The Third Man – serie TV, un episodio (1959)
- Border Patrol – serie TV, un episodio (1959)
- 21 Beacon Street – serie TV, un episodio (1959)
- Have Gun - Will Travel – serie TV, episodio 3x06 (1959)
- Markham – serie TV, un episodio (1959)
- Avventure lungo il fiume (Riverboat) – serie TV, un episodio (1960)
- L'uomo e la sfida (The Man and the Challenge) – serie TV, episodio 1x21 (1960)
- Bachelor Father – serie TV, 2 episodi (1959-1960)
- Hong Kong – serie TV, episodio 1x02 (1960)
- Cheyenne – serie TV, 3 episodi (1955-1960)
- Maverick – serie TV, un episodio (1960)
- Scacco matto (Checkmate) – serie TV, episodio 1x10 (1960)
- Shotgun Slade – serie TV, un episodio (1961)
- Avventure in paradiso (Adventures in Paradise) – serie TV, un episodio (1961)
- Gunslinger – serie TV, episodio 1x11 (1961)
- Peter Gunn – serie TV, episodio 3x32 (1961)
- Miami Undercover – serie TV, un episodio (1961)
- Gli uomini della prateria (Rawhide) – serie TV, episodio 4x02 (1961)
- The Bob Cummings Show – serie TV, un episodio (1961)
- Ben Casey – serie TV, episodio 1x06 (1961)
- The Tall Man – serie TV, un episodio (1962)
- 87ª squadra (87th Precinct) – serie TV, un episodio (1962)
- Hawaiian Eye – serie TV, episodio 3x34 (1962)
- The Wide Country – serie TV, episodio 1x05 (1962)
- Carovane verso il west (Wagon Train) – serie TV, 3 episodi (1961-1962)
- Combat! – serie TV, un episodio (1963)
- Alcoa Premiere – serie TV, un episodio (1963)
- Indirizzo permanente (77 Sunset Strip) – serie TV, 2 episodi (1962-1963)
- The Outer Limits – serie TV, un episodio (1963)
- Sotto accusa (Arrest and Trial) – serie TV, episodi 1x11-1x18 (1963-1964)
- La legge del Far West (Temple Houston) – serie TV, episodio 1x22 (1964)
- Viaggio in fondo al mare (Voyage to the Bottom of the Sea) – serie TV, un episodio (1964)
- Il mio amico marziano (My Favorite Martian) – serie TV, un episodio (1964)
- My Living Doll – serie TV, episodio 1x17 (1965)
- Gli inafferrabili (The Rogues) – serie TV, episodio 1x23 (1965)
- I giorni di Bryan (Run for Your Life) – serie TV, episodio 1x16 (1966)
- Il virginiano (The Virginian) – serie TV, 2 episodi (1963-1966)
- Kronos - Sfida al passato (The Time Tunnel) – serie TV, episodio 1x13 (1966)
- Missione impossibile (Mission: Impossible) – serie TV, un episodio (1966)
- Get Smart – serie TV, 2 episodi (1965-1967)
- La grande vallata (The Big Valley) – serie TV, 2 episodi (1967)
- Hondo – serie TV, episodio 1x14 (1967)
- Le spie (I Spy) – serie TV, 2 episodi (1966-1968)
- Death Valley Days – serie TV, 2 episodi (1958-1968)
- The Smugglers – film TV (1968)
- Selvaggio west (The Wild Wild West) – serie TV, episodio 4x14 (1969)
- Hawaii squadra cinque zero (Hawaii Five-O) – serie TV, un episodio (1969)
- The Flying Nun – serie TV, un episodio (1970)
- Ai confini dell'Arizona (The High Chaparral) – serie TV, episodio 4x07 (1970)
- Mistero in galleria (Night Gallery) – serie TV, un episodio (1971)
- Gunsmoke – serie TV, un episodio (1972)
- Marcus Welby (Marcus Welby, M.D.) – serie TV, un episodio (1973)
- F.B.I. (The F.B.I.) – serie TV, 2 episodi (1970-1973)
- Adam-12 – serie TV, un episodio (1974)
- Difesa a oltranza (Owen Marshall, Counselor at Law) – serie TV, un episodio (1974)
- Apple's Way – serie TV, un episodio (1974)
- Colombo (Columbo) – serie TV, un episodio (1974)